# Тернопільська міська дитяча комунальна лікарня
Тернопільська міська дитяча комунальна лікарня — лікувальний заклад у Тернополі.

## Історія

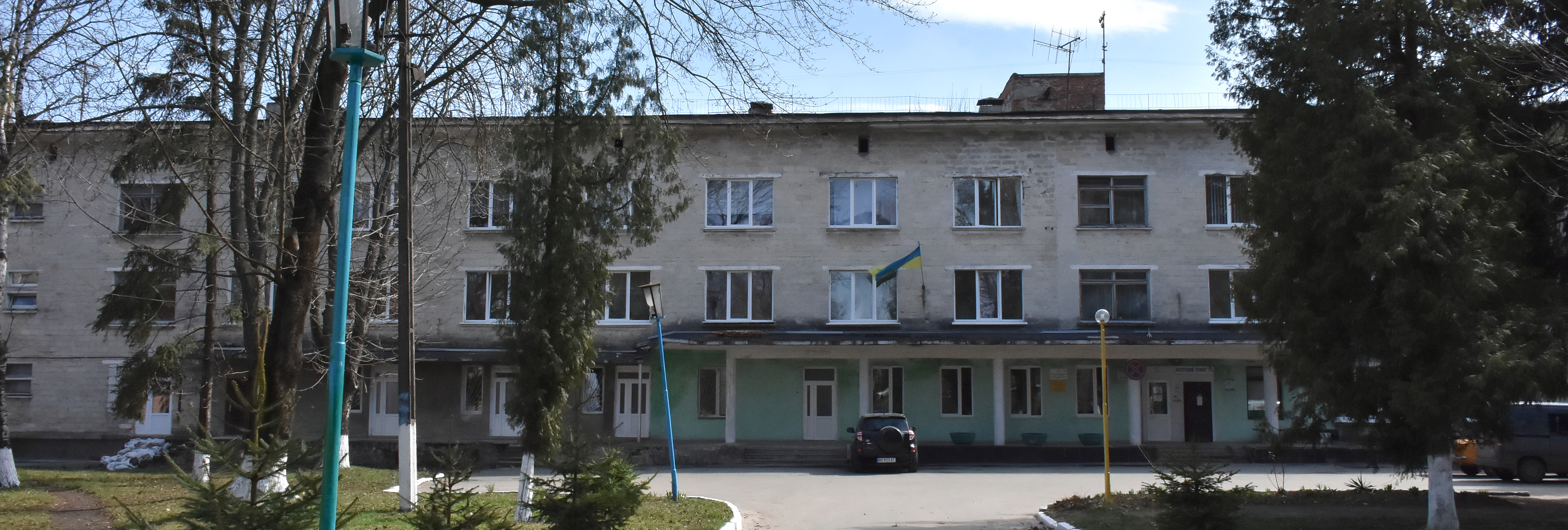
Лікувальний корпус лікарні

Тернопільська міська дитяча комунальна лікарня відкрита 1 квітня 1987 року.
У 1989 — відкрито гематологічне відділення, у 1993 — інфекційне відділення анестезіології та інтенсивної терапії на базі соматичного реанімаційного відділення, у 2003 — шкільне і дошкільне відділення, у 2009 — відділення відновного лікування № 2 (водолікарня).
У 1996 — з лікарні № 2 переведено дитяче інфекційне відділення на 50 ліжок, у 2004 — з лікарні швидкої допомоги переведено підлітковий відділ.
У 2016—2017 з міського бюджету для лікарні виділено 1 100 000 грн. на придбання обладнання та 2 670 000 грн. на проведення ремонтних робіт, за які проведено капітальні ремонти в поліклініках № 3 на вул. Миру, № 4 на вул. Київській та № 2 на бульварі Данила Галицького.
У 2017 році оновлено інфекційно-діагностичне відділення.

## Відділення
- Приймально-діагностичне відділення
- Відділення анестезіології та інтенсивної терапії
- Педіатрія № 1
- Педіатрія № 2
- Педіатрія № 3
- Інфекційно-діагностичне відділення
- Інфекційне відділення
- Гематологічне відділення відділення
- Клініко-діагностична лабораторія
- Поліклінічне відділення № 1 (вул. Федьковича, 16)
- Поліклінічне відділення № 2 (вул. бульвар Данила Галицького, 28)
- Поліклінічне відділення № 3 (вул. Миру, 11)
- Поліклінічне відділення № 4 (вул. Київська, 12)
- Поліклінічне відділення № 5 (вул. Злуки, 57)
- Поліклінічне відділення № 6 (вул. Морозенка, 7)

## Персонал
У лікувальному закладі працює 213 лікарів.
Головні лікарі
- Олександр Волотовський — 1987—1994,
- Василь Бліхар — 1994—2005,
- Ольга Вовк — 2005—2006,
- Роман Книш — 2006—2016,
- Андрій Артимович — від 27 січня 2016.

Адміністрація
- Тетяна Томашівська — заступник головного лікаря з лікувальної роботи, кандидат медичних наук,
- Володимир Кучма — заступник головного лікаря з амбулаторно-поліклінічної роботи,
- Валентина Шніцар — заступник головного лікаря з експертизи,
- Ігор Ладика — заступник головного лікаря з економічних питань,
- Любов Гайдук — головний бухгалтер,
- Олена Верней — начальник відділу кадрів,
- Олена Федорова — міський педіатр,
- Галина Юрик — головна медсестра.

## Кафедра педіатрії ТДМУ
На базі лікарні розташована кафедра педіатрії Тернопільського державного медичного університету.